# Zonnehuis
Het Zonnehuis (de gevel vermeldt ’t Zonnehuis) is een gebouw aan het Zonneplein 30 in Amsterdam-Noord.

## Geschiedenis
In de jaren na de Eerste Wereldoorlog werd de woonwijk Tuindorp Oostzaan gebouwd voor circa 7000 inwoners. Rond 1927 begonnen de voorbereidingen om er in aanvulling op een (kleine) muziektent een verenigingsgebouw te bouwen. Een comité van 24 personen van even zoveel verenigingen (ook uit Oostzaan) ging in overleg met de gemeente Amsterdam (met name Monne de Miranda en Arie Keppler, tevens van Centraal Beheer Vereenigingsgebouwen). De gemeente Amsterdam vond dat het gemeenschapsleven van wijkbewoners gestimuleerd moest worden vanuit de filosofie dat een bloeiend verenigingsleven van belang is voor de opvoeding van de werkende klasse. Het gebouw zou niet alleen tot onderdak van het verenigingsleven dienen, maar ook konden er huwelijken gesloten worden. 
Er waren in de aanloop technische en financiële problemen. Er werd twee jaar lang (1927-1929) overlegd over hoeveel heipalen er uiteindelijk nodig waren om het gebouw te kunnen dragen. Daarna struikelde men over de bouwprijs van 250.000 gulden. Door het gebouw onderdeel te maken van de werkverschaffing ter voorkoming van grote werkeloosheid onder bouwers kon het worden gebouwd. In mei-juni 1931 vond de aanbesteding plaats. In augustus 1931 kon de eerste heipaal geslagen worden. Het verenigingsgebouw werd neergezet dwars op de as van de Zonneweg en Zonneplein; het gebouw breekt de weg in tweeën. Op 29 oktober 1932 kon 't Zonnehuis geopend worden.
De architect Jo Mulder, die in Tuindorp Oostzaan meerdere woningen en winkels heeft ontworpen (de gehele omgeving van het Zonneplein), heeft het verenigingsgebouw ontworpen in de Amsterdamse Schoolstijl. Het hanteren van die bouwstijl leverde een T-vormig gebouw met een symmetrische plattegrond (twee vleugels en een centraal gebouw). De grote zaal inclusief galerij kon 600 bezoekers herbergen. Er waren voorts kleinere zalen, vergaderzalen en een keuken. Men constateerde in 1932 dat het gebouw een opvallend groot bouwvolume heeft ten opzichte van haar omgeving. Ter aankleding van het gebouw werd een aantal gevelbeelden geplaatst; Willem IJzerdraat en Marinus Vreugde beeldden een vader, een moeder en twee kinderen af. 
Het Zonnehuis speelde een rol voor het verenigingsleven in Tuindorp Oostzaan voetbal-, atletiek-, toneel- en zangverenigingen en harmonieën maakten er gebruik van en er werden ook bioscoopvoorstellingen gegeven. In de jaren 1980 werden er bokswedstrijden gehouden.
In 1993 kon sloop worden voorkomen. Op 28 januari 1998 werd het pand in het monumentenregister als rijksmonument opgenomen. In 2002 kwam het in bezit van Stadsherstel Amsterdam. De interieurs waren nog grotendeels authentiek, maar het casco was in vervallen staat, mede omdat ze te lijden had gehad van een overstroming in 1960. Het werd uitgebreid gerestaureerd. Niet alleen het gebouw is aangewezen als monument, ook het interieur en het bijbehorend hekwerk vallen onder monumentenzorg. Het gebouw is van belang vanwege de bouwstijl, de architectuur, de cultuur- als ook de sociaalhistorische waarde. Voorts is het van belang binnen het oeuvre van Jo Mulder en vanwege de beeldbepalende ligging.

## Theater
Het Zonnehuis wordt verhuurd voor onder meer try-outs, recepties, presentaties, workshops en concerten. Er zijn kantoorfaciliteiten en er is een horecavoorziening. In de grote zaal met 425 zitplaatsen bevindt zich een podium waarop theatervoorstellingen worden gespeeld.
Van 2014 tot en met 2017 huurden Jan Douwe Kroeske en Maarten Voogel het pand. Er vonden in die periode velerlei concerten en voorstellingen plaats.

## Fotogalerij

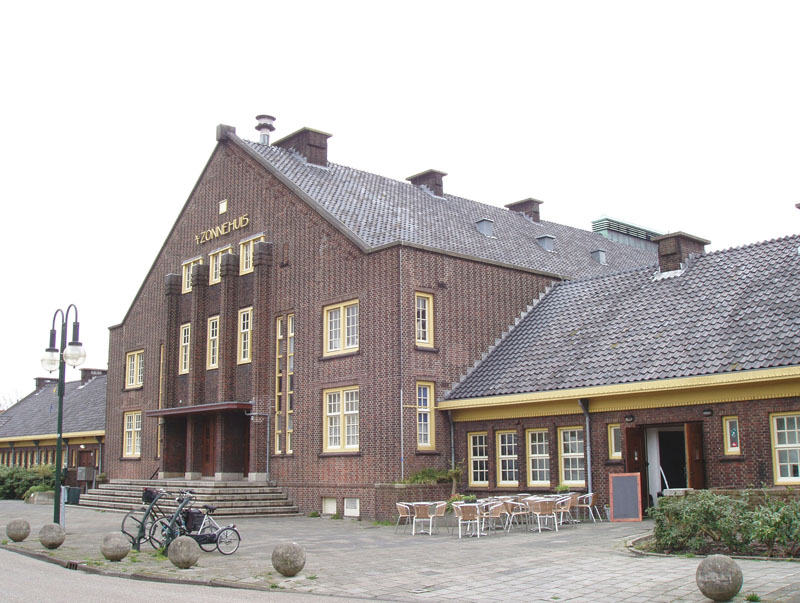
Het Zonnehuis op het Zonneplein, de kern van Tuindorp Oostzaan.
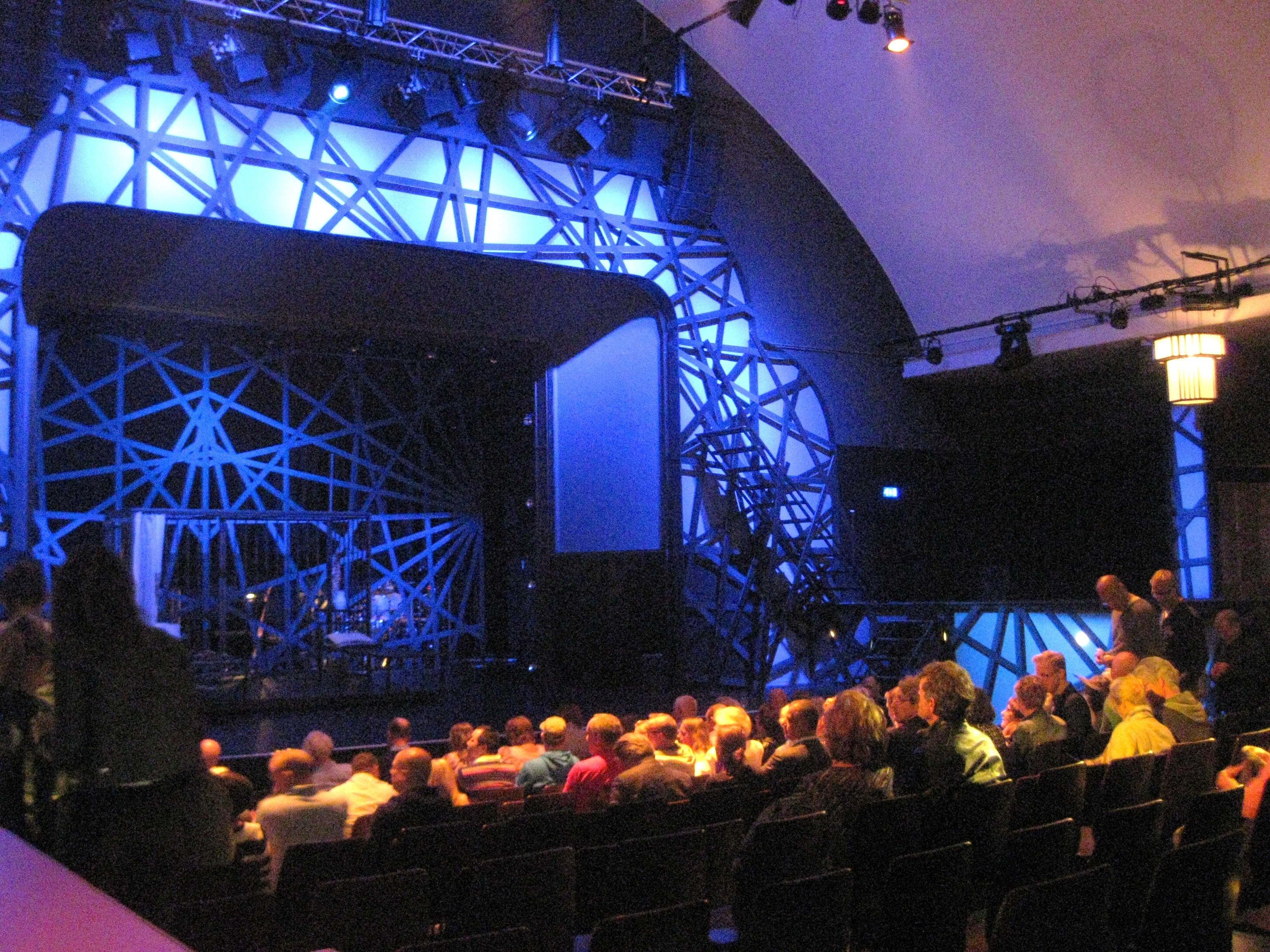
De theaterzaal tijdens een van de voorstellingen